# John Young (ciclista)
John Young (1936 - 29 de gener de 2013) va ser un ciclista australià que competí en carretera i en pista.

## Palmarès en ruta
- 1958
  - 1r al Herald Sun Tour
- 1961
  - 1r al Herald Sun Tour

## Palmarès en pista
- 1960
  - 1r als Sis dies de Melbourne (amb John Green)
  - 1r als Sis dies d'Adelaida (amb John Green)
- 1961
  - 1r als Sis dies de Melbourne (amb Leandro Faggin)
  - 1r als Sis dies de Sydney (amb John Green)
- 1962
  - 1r als Sis dies de Launceston (amb John Green)
- 1964
  - 1r als Sis dies de Perth (amb Sydney Patterson)